# Трахтенберг, Давид Михайлович

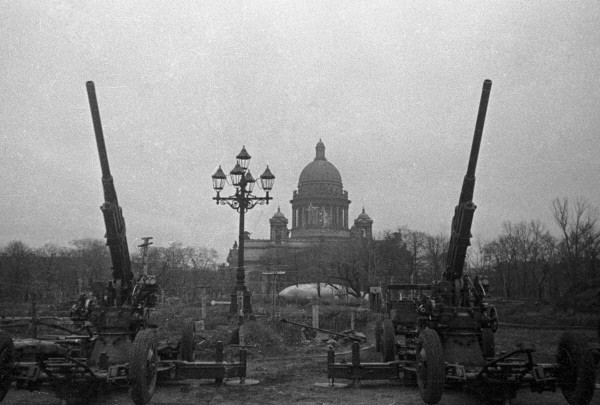
Зенитные орудия в Ленинграде

Дави́д Миха́йлович Трахтенбе́рг (1906—1975) — советский художник, фотокорреспондент «Ленинградской правды», который в годы Великой Отечественной войны вёл подробную фотолетопись блокады Ленинграда. Автор фотосерии «Прорыв Ленинградской блокады». Известен как «летописец блокадного Ленинграда». Награждён медалями.

## Биография
Родился в 1906 году в Воронеже в еврейской семье. Получил художественное образование.
С конца 1930-х годов стал фотокорреспондентом «Ленинградской правды», где проработал более 25 лет.
Работал с различными издательствами Москвы и Ленинграда, производя съемки для книг и альбомов.

## Избранные публикации
- Михаил Каргер, Давид Трахтенберг. Памятники архитектуры Новгорода XI—XVII веков. — Москва: Советский художник, 1966.
- Трахтенберг, Давид Михайлович. Подвиг Ленинграда. 1941—1945. — Москва: Художник РСФСР, 1966.
- А. Коваль, В. Гальперин, Г. Кравец, К. Куличенко, А. Межуев, Давид Трахтенберг. Юность мужала в боях. — Москва: Воениздат, 1966.
- Давид Михайлович Трахтенберг, Николай Семенович Тихонов. Подвиг Ленинграда [1941-1945]: репортаж военного фотокорреспондента Д. Трахтенберга. — Художник РСФСР, 1966[4]
- В. Смольков, Давид Трахтенберг. Псков. Исторические памятники. Комплект из 16 открыток. — Москва: Советский художник, 1967.
- Ю. Фрейдлин, Давид Трахтенберг. Новгород. Комплект из 16 открыток. — Москва: Советский художник, 1967.
- Николай Тихонов, Давид Трахтенберг. Невский проспект в дни войны и мира. Альбом. — Москва: Аврора, 1969.
- Нина Молева, А. Потресов, В. Сомов, В. Робинов, Иван Ларионов, Давид Трахтенберг, Г. Петренко, Ю. Ушаков. Псков. Альбом. — Москва: Советская Россия, 1969.
- Трахтенберг, Давид Михайлович. Таллинн. Комплект из 12 открыток. — Москва: Советский художник, 1969.
- Трахтенберг, Давид Михайлович. Невский проспект в дни войны и мира: репортаж фотокорреспондента Давида Трахтенберга : фотоальбом / Давид Михайлович Трахтенберг ; Вступ. ст. Н. С. Тихонов. — Ленинград : Аврора, 1970. — 109 с[5].
- Псков : комплект открыток / фотографы Н. Егоров, Д. Трахтенберг; составитель Л. И. Маляков; оформление художника Б. Н. Осенчакова. — 1973[6]
- «Невский проспект в дни войны и мира»[1]
- «Подвиг Ленинграда»[1]
- «Город-герой Ленинград»[1]
- Heinz Bergschicker. «Ленинград — город, победивший смерть»[1]
- «Неизвестная блокада. Ленинград 1941—1944 гг.» (2002 г.)[3]